# 佐保姫
佐保姫（さほひめ）は、春をつかさどる女神である。秋の女神である龍田姫（立田姫、たつた姫）と対置される。

## 概要
『古事記』の狭穂姫命との関係について、『古事記伝』の伊邪河宮（開化天皇）の条にある沙本毘賣命の記述には「後世の歌に、佐保姫と云ことあり」等の記述があり、春をつかさどるとされる佐保姫との関連性を指摘している。
元は佐保山の神霊であり、948年の『陽成院一宮姫君歌合』では秋の歌に登場している。
五行説では春は東の方角にあたり、平城京の東に佐保山（現在の奈良県法華寺町法華町）があるためにそこに宿る神霊佐保姫を春の女神と呼ぶようになった。白く柔らかな春霞の衣をまとう若々しい女性と考えられる。この名は春の季語であり和菓子の名前にも用いられている。
秋の歌枕「たつた」に対比する形で春の歌枕「さほ」は設定されたと考えられている。
竜田姫が裁縫や染めものを得意とする神であるため、対となる佐保姫も染めものや機織を司る女神と位置づけられ古くから信仰を集めている。古来その絶景で名高い竜田山の紅葉は竜田姫が染め、佐保山を取り巻く薄衣のような春霞は佐保姫が織り出すものと和歌に歌われる。

## 有名な詩歌
- 佐保姫の糸染め掛くる青柳を吹きな乱りそ春の山風　平兼盛『詞花集』

（佐保姫が染めた糸を掛けた柳の枝を吹き乱さないでおくれ春の山風よ）ここでは柳の瑞々しい若葉を佐保姫の染めた糸にたとえている。
- 佐保姫の霞の衣ぬきをうすみ花の錦をたちやかさねむ　後鳥羽院『後鳥羽院御集』

（佐保姫の霞の衣は横糸が少ない（薄織りにしている）ので、花でできた錦を重ね着するのだろうか）ここでは春霞を軽くやわらかな薄織りの絹に譬えている。
- 霞の衣裾は濡れけり佐保姫の春立ちながらしとをして　山崎宗鑑『新撰犬筑波集』

霞の下の方を衣に譬えて「霞の裾」と言う。「しと」は尿のこと。霞のたなびく中、地面に近いところが湿っぽくなった、それを佐保姫が立ちながら粗相をしたためと見立てている。「立ち」は霞が立つと佐保姫が立つとの掛詞。

## 祀る神社
- 佐保姫神社（奈良県奈良市西包永町）